# Antoni Wołk-Łaniewski

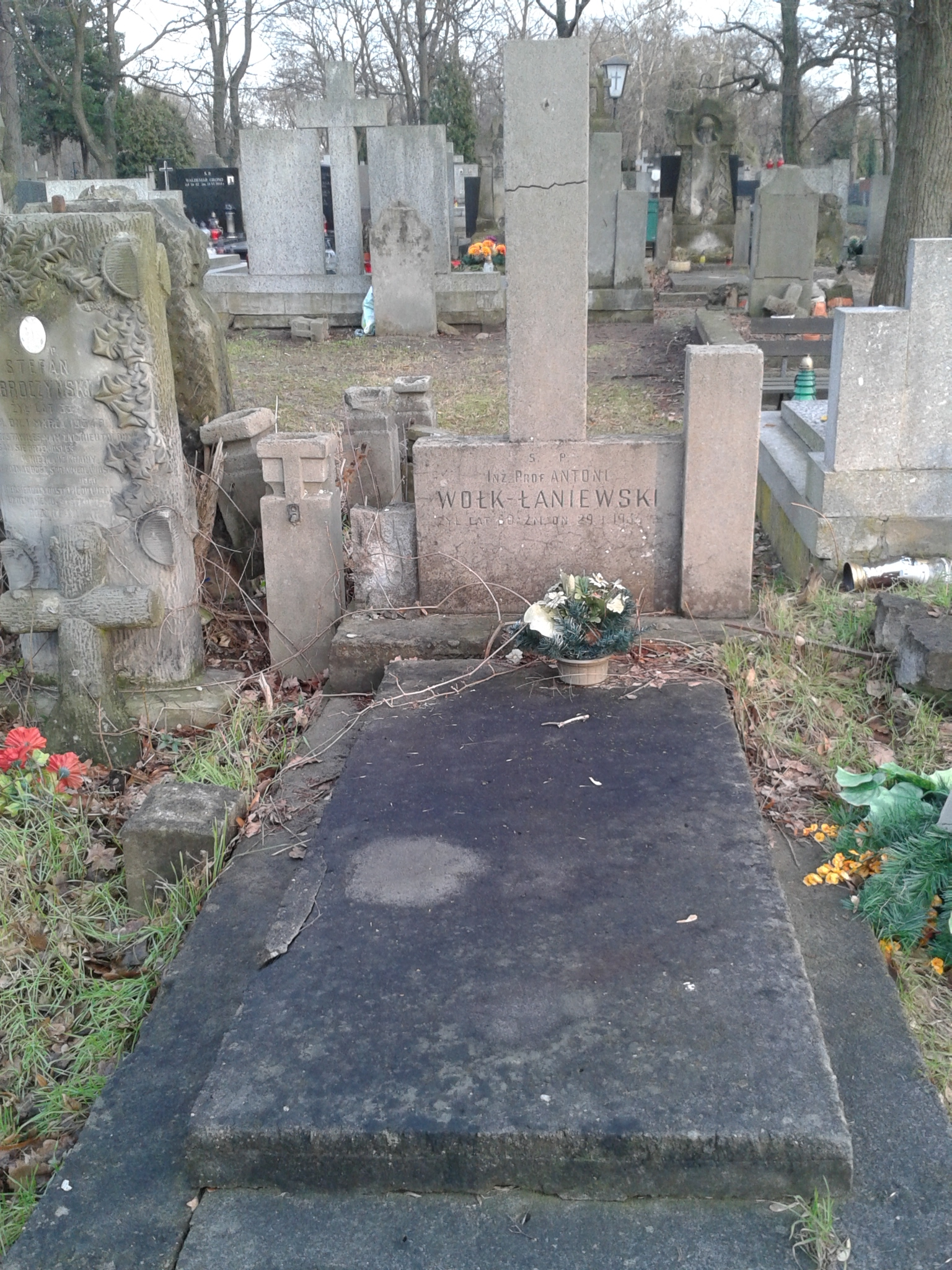
Grób Antoniego Wołk-Łaniewskiego na cmentarzu Bródnowskim

Antoni Wołk-Łaniewski (ur. 26 stycznia 1874 w Warszawie, zm. 29 stycznia 1934 tamże) – polski inżynier chemik, nauczyciel.

## Życiorys
Urodził się 26 stycznia 1874 w Warszawie.
Ukończył gimnazjum w Woroneżu w Rosji, a następnie wyjechał do Lwowa, gdzie studiował na Wydziale Chemii w Szkole Politechnicznej, a następnie Wydziale Fizyczno-Matematycznym na Uniwersytecie. Egzamin państwowy kończący naukę złożył 10 czerwca 1905, uzyskał wówczas uprawnienia do nauczania chemii, fizyki i matematyki. Uzyskał tytuł inżyniera chemika. W pierwszym półroczu roku 1905/1906 by aplikantem. Od 1 listopada 1905 uczył we Lwowie, a następnie został przeniesiony do Tarnopola, aby po kilku latach powrócić do Lwowa. W drugiej dekadzie XX wieku był profesorem C. K. Szkoły Realnej w Tarnopolu z polskim językiem wykładowym. Został odznaczony krzyżem jubileuszowym dla urzędników i sług cywilnych (Austro-Węgry).
Podczas I wojny światowej jako obywatel austriacki został przez Rosjan aresztowany i zesłany do Guberni Permskiej, skąd po Rewolucji Październikowej przedostał się do Polski. Decyzją kuratorium oświaty w Poznaniu otrzymał od 1 lutego 1921 stały etat profesora w Państwowym Gimnazjum Humanistycznym w Bydgoszczy, gdzie pracował do 1934. W kadencji 1931/1932 był członkiem Zarządu Głównego Towarzystwa Nauczycieli Szkół Średnich i Wyższych
Został pochowany na cmentarzu Bródnowskim (kw. 47G, rząd VI, grób 8).